# Stenoscelis submuricata
Stenoscelis submuricata é uma espécie de insetos coleópteros polífagos pertencente à família Curculionidae.
A autoridade científica da espécie é Schoenherr, tendo sido descrita no ano de 1832.
Trata-se de uma espécie presente no território português.